# Myrothamnaceae
Myrothamnaceae је фамилија дикотиледоних скривеносеменица, која обухвата само један, номинотипски, род Myrothamnus са две врсте. Статус фамилије присутан је у већини класификационих система. У систему APG II (2003) фамилија је необавезујуће укључена у фамилију Gunneraceae. Биљке ове фамилије насељавају континентални део Африке јужно од екватора, као и Мадагаскар.